# Circuit de Croix-en-Ternois
Der Circuit de Croix-en-Ternois ist eine permanente Motorsport-Rennstrecke in Croix-en-Ternois im Département Pas-de-Calais in Frankreich.

## Geschichte

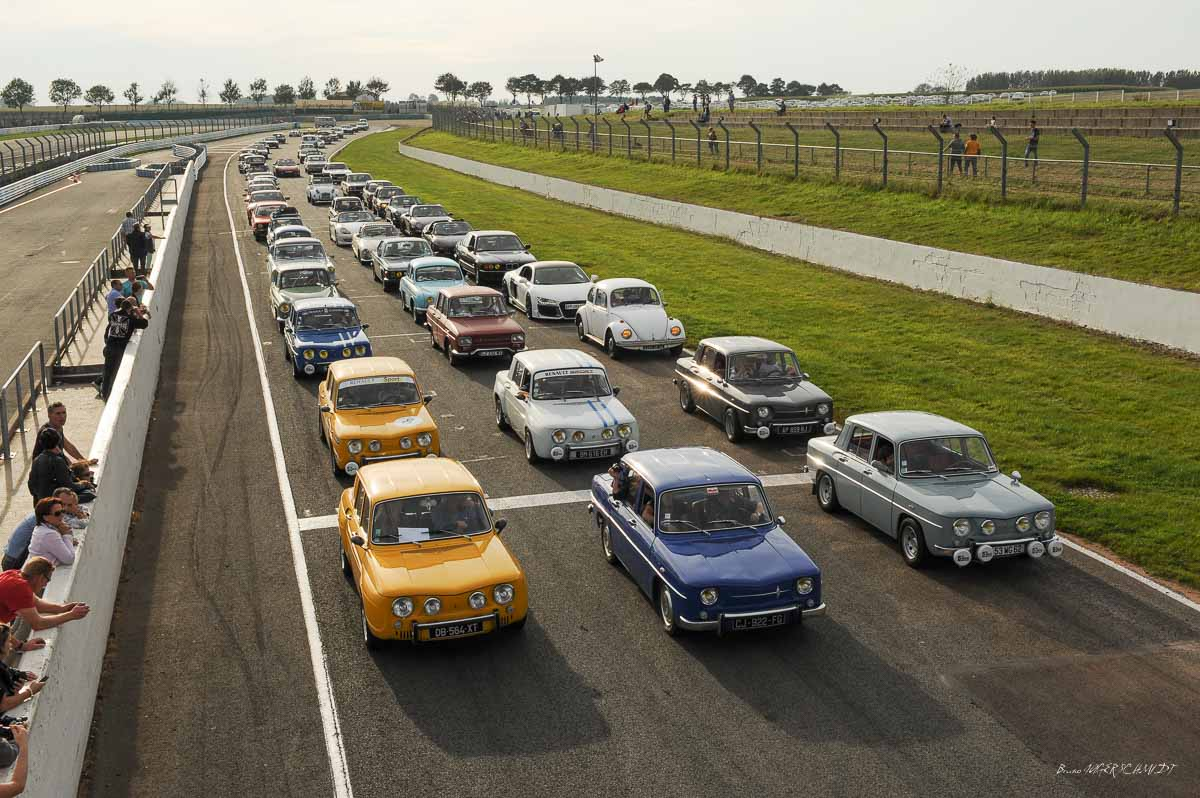
Startgerade des Circuit de Croix en Ternois

Die Strecke wurde im Mai 1973 eingeweiht. Der bei seiner Eröffnung 1,73 km lange Kurs wurde ursprünglich von einer lokalen Gruppe motorsportbegeisterter Enthusiasten angelegt, die sich ab 1980 zur Association Sportive Auto-Moto of Ternois zusammenschlossen. 1996 siedelte sich eine Rennfahrerschule an der Strecke an. 1999 erwarb der lokale Brauereibesitzer und Gelegenheitsrennfahrer Patrick Aubreby die Strecke. Unter seiner Leitung wurde der Kurs renoviert und erneut für Formel-3-Rennen homologiert. 2012 erfolgte eine Neuasphaltierung der Strecke in deren Zuge die Virage de la Ferme verlegt und neugestaltet und die Strecke damit auf 1,91 km verlängert wurde. Gleichzeitig wurde die Strecke verbreitert und anschließend nach FIA-Grad-3-Standards gestaltet.
Aktuell existieren Pläne für 2026, die Strecke von derzeit 1,9 km auf 2,8 km Länge zu erweitern. Der Umbau würde neben der Verlängerung auch zusätzliche Lärmschutzmaßnahmen für die Anwohner durch Erdwälle und eine den Lärm mindernde Bepflanzung umfassen.

## Streckenbeschreibung
Der Kurs ist 1,9 km lang, 9 bis 15 m breit und besteht aus langen Geraden, Haarnadelkurven und einer S-Kurve, die unter der Brücke, die zum Fahrerlager führt, hindurch führt.

## Veranstaltungen
Die Europäische Formel-3-Meisterschaft trat von 1975 bis 1977 sowie 1981 und 1983 insgesamt 5 mal an. Daneben war und ist der Circuit auch eine regelmäßige Saisonstation vieler nationaler Serien sowie von französischen, englischen und belgischen Clubsport-Veranstaltungen. In den ersten Jahrzehnten war der enge und kurvige Kurs auch eine beliebte Teststation einiger Formel-1-Teams im Vorfeld des Großen Preis von Monaco.
Aktuell starten dort der Coupe de France Automobiles sowie die französische Driftmeisterschaft. Außerdem finden an mehreren Wochenenden Motorradveranstaltungen französischer bzw. aus der BeNeLux-Region stammender Veranstalter statt. Daneben wird die Strecke auch für Trackday-Veranstaltungen vermietet.